# Otto Klemperer
Pour les articles homonymes, voir Klemperer.
Otto Klemperer, né le 14 mai 1885 à Breslau en province de Silésie (Wrocław aujourd'hui) et mort le 6 juillet 1973 à Zurich en Suisse, est un chef d'orchestre allemand.
L'écrivain et philologue Victor Klemperer (1881-1960), et les frères de ce dernier, les médecins Georg (de) et Felix (de) Klemperer, étaient ses cousins. Il est le père de Werner Klemperer.

## Biographie
Né à Breslau dans une famille d'origine juive mais convertie au catholicisme, Otto Klemperer obtient en 1901 son diplôme d'études secondaires au lycée Saint-Jean de Hambourg. Dès l'automne 1901, il commence ses études musicales au conservatoire de Francfort-sur-le-Main où James Kwast lui enseigne le piano et Iwan Knorr la théorie musicale. Il suit également des cours de violon. Il est marqué par le Ring qu'il y entend pour la première fois et par le concerto en mi bémol majeur de Beethoven interprété par Eugen d'Albert. En 1904, il suit Kwast au conservatoire Stern à Berlin où Hans Pfitzner lui enseigne la composition. Au printemps 1906, Max Rheinhardt lui confie la direction des chœurs de l'Orphée d'Offenbach puis celle de l'orchestre. Il effectue en 1907 une tournée avec le violoncelliste Jacques van Lier et part à Prague où il apprend la direction d'orchestre au contact d'Artur Bodanzky. Il fut un disciple de Gustav Mahler à Vienne et prit des leçons de composition auprès de Schönberg à Berlin, puis à nouveau pendant la guerre, aux États-Unis. 
Chef à l'Opéra de Strasbourg dirigé par Hans Pfitzner puis à l'Opéra Kroll de Berlin, il créa des œuvres de Schönberg, Paul Hindemith, Kurt Weill, Franz Schreker, Ernst Křenek dans des mises en scène expressionnistes. Cette politique novatrice était fortement encouragée par la République de Weimar, mais valut à son auteur, l'opprobre des nationaux-socialistes .  
Le 12 février 1933, alors que Hitler est arrivé à la Chancellerie le 30 janvier, Klemperer donne encore un concert auquel se rend Goebbels, lequel note dans son Journal : 

« Le soir, Tannhäuser. Klemperer le rate complètement. Les Juifs ne comprennent pas Wagner. Ils le haïssent même. Un Tannhäuser - Pilinsky - avec sept moutards. L'ensemble de l'exécution sans aucune piété. Très insatisfaisant. »

— Journal de Joseph Goebbels, 1933-1939, Ed. Tallandier, p. 103
Klemperer décide en 1933 de quitter l'Allemagne pour fuir le régime nazi et s'installe aux États-Unis, où il est rapidement nommé chef d'orchestre du Los Angeles Philharmonic Orchestra. 
Dans l'immédiat après-guerre, le monde musical allemand se montrant réticent à le réinstaller à la tête d'une phalange importante, il dirige d'abord à Budapest, puis à Londres, où il est pris sous contrat pour EMI par Walter Legge. Devenu un elder statesman de la musique, surtout après la mort de ses collègues et contemporains Furtwängler, Toscanini, Erich Kleiber, Mengelberg, Walter et Fritz Busch, il devint sur ses vieux jours un invité de marque de nombreux orchestres, surtout à partir de la fin des années 1950. C'est à cette époque que Walter Legge fait connaître Klemperer au monde entier en enregistrant en une quinzaine d'années presque tout son répertoire avec l'Orchestre Philharmonia dont il devient chef principal. À la fin des années 1960, une série de concerts triomphaux à Vienne et à Munich (succédant à ceux donnés à Cologne quelque temps plus tôt) marqua, au moins extérieurement, la réconciliation entre le chef et l'univers culturel dont il fut toujours le représentant.
Marqué par l'expérience amère de l'exil, Otto Klemperer se détourne après 1945 du répertoire moderne (à l'exception de Mahler) pour se consacrer au répertoire austro-germanique classique et romantique. Sa discographie officielle ne comptant presque que des œuvres écrites avant 1918, et ses tempos étant quelquefois d'une lenteur surprenante, mais toujours soutenue sans relâche (exemple : le 1er mouvement de la 5e symphonie de Beethoven avec l'Orchestre philharmonique de Vienne en 1968), on a oublié qu'il avait été, dans sa jeunesse, un chef particulièrement fougueux et avant-gardiste. Cette évolution de style et de répertoire se retrouvera plus tard chez Sergiu Celibidache, qui l'admirait beaucoup, ou encore Günter Wand.

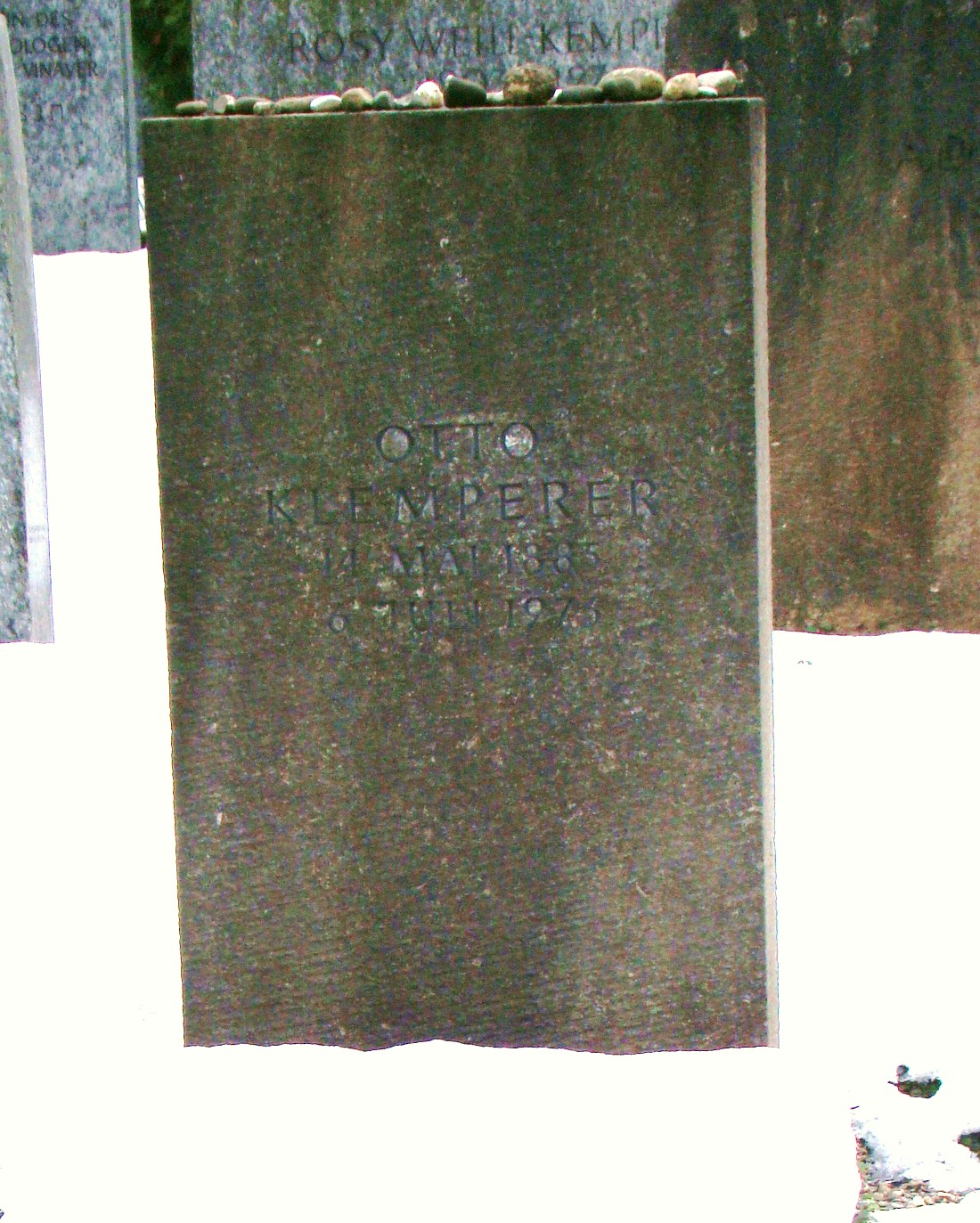
vue de la sepulture en 2009.

Tout au long de sa vie, Otto Klemperer souffre de graves épisodes de dépression et d'insomnie. En octobre 1951, à l'aéroport de Montréal, il chute en descendant la passerelle d'un avion en provenance de Caracas. Victime d'une fracture de la hanche et du col du fémur, il est hospitalisé huit mois et reprend progressivement sa carrière internationale au cours des deux années suivantes. Il doit cependant se résoudre à diriger assis jusqu'en 1955. Les autorités américaines ne lui ayant pas renouvelé son passeport en raison de la loi McCarran-Walter, il ne peut accepter d'engagement en Europe avant 1954. Hospitalisé à Zurich à l'automne 1958 pour une bronchite, il subit des brûlures au troisième degré au corps et au visage après avoir mis accidentellement le feu à son lit en fumant la pipe. Il doit interrompre sa carrière pendant une année.
Il est enterré au cimetière israélite d'Oberer Friesenberg à Zurich.

## Répertoire
Les labels Vox, EMI et Hungaroton ont publié de nombreux enregistrements effectués sous sa direction. Il s'agit principalement d'œuvres de Bach, Beethoven, Brahms, Bruckner, Haydn, Mahler, Mozart et Wagner. Ses enregistrements des symphonies de Mahler, en particulier, font aujourd’hui autorité pour certains. Très amoindri sur le tard par une série d'infarctus, il n'en continua pas moins à diriger en chaise roulante jusqu'à un âge très avancé.

## Le compositeur
En tant que compositeur, Klemperer a écrit des symphonies et des œuvres pour orchestre d'inspiration mahlérienne. Il a enregistré sa 2e symphonie et les Merry Waltzes chez EMI en 1969. En 2003 le chef Alun Francis à la tête du Staatsphilharmonie Rheinland-Pfalz a enregistré les deux symphonies et des pièces symphoniques dont les Merry Waltzes édités par CPO

## Discographie
- 1961 : Jean-Sébastien Bach, Concertos brandebourgeois - Philharmonia Orchestra - EMI Classics
- Jean-Sébastien Bach, Suites pour orchestre - Philharmonia Orchestra - EMI Classics
- Jean-Sébastien Bach, Messe en si mineur - Giebel, Baker, Gedda, Prey, Crass. BBC Chorus. New Philharmonia Orchestra - EMI Classics
- Jean-Sébastien Bach, Passion selon saint Matthieu - Pears, Fischer-Dieskau, Schwarzkopf, Gedda, Berry. Philharmonia Chorus & Orchestra - EMI Classics
- Beethoven, Concertos pour piano 1 à 5, Fantaisie chorale - Barenboim. New Philharmonia  Orchestra - EMI Classics
- Beethoven, Fidelio - Ludwig, Vickers, Frick, Berry, Hallstein. Philharmonia Orchestra - EMI Classics
- Beethoven, Missa solemnis - Söderström, Höffgen, Talvela, Kmentt. New Philharmonia Chorus & Orchestra - EMI Classics
- Beethoven, Les neuf symphonies, Fantaisie chorale - Philharmonia Chorus & Orchestra - EMI Classics
- Berlioz, Symphonie fantastique - Philharmonia Orchestra - EMI Classics.
- Brahms,  Ein Deutsches Requiem - Schwarzkopf, Fischer-Dieskau, Philharmonia Chorus & Orchestra - EMI Classics
- Haendel, Le Messie - Schwarzkopf, Hoffman, Gedda, Hines. Philharmonia Chorus & Orchestra - EMI Classics
- Haydn, Symphonies n° 88, 92, 95, 98, 100-102, 104 - Philharmonia Orchestra - EMI Classics
- Mahler, Le Chant de la terre - Ludwig, Wunderlich. New Philharmonia & Philharmonia Orchestra - EMI Classics
- Mahler, Symphonie n° 2 - Schwarzkopf, Rössl-Majdan. Philharmonia Chorus & Orchestra - EMI Classics
- Mahler, Symphonie n° 4 - Schwarzkopf. Philharmonia Orchestra - EMI Classics
- Mahler, Symphonie n° 7 - New Philharmonia Orchestra - EMI Classics
- Mahler, Symphonie n° 9 - New Philharmonia Orchestra - EMI Classics
- Mahler, 2 Lieder aus ‚Den Knaben Wunderhorn‘. 3 Rückert Lieder - Ludwig. Philharmonia Orchestra - EMI Classics
- Mendelssohn, Le Songe d’une nuit d’été - Harper, Baker. Philharmonia Chorus & Orchestra - EMI Classics
- Mozart, La Flûte enchantée - Janowitz, Gedda, Berry, Popp, Frick, Schwarzkopf. Philharmonia Chorus & Orchestra - EMI Classics
- Mozart, Symphonies n° 29, 35, 38-41 - Philharmonia & New Philharmonia Orchestra - EMI Classics
- Arnold Schönberg, Verklärte Nacht - Orchestre royal du Concertgebouw - Archiphon
- Richard Strauss, Métamorphoses ; Mort et transfiguration - Philharmonia Orchestra - EMI Classics
- Igor Stravinsky, Symphonie en trois mouvements - Philharmonia Orchestra - EMI Classics
- Wagner, Pages symphoniques d’opéras - Philharmonia Orchestra - EMI Classics